# Torneo de doble eliminación

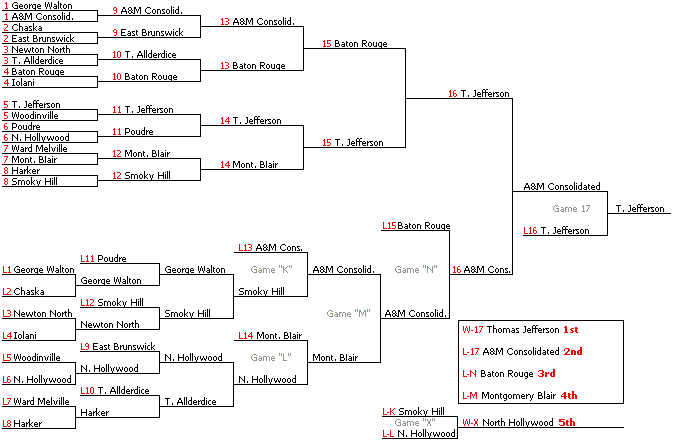
Cuadro de doble eliminación del National Science Bowl 2004.

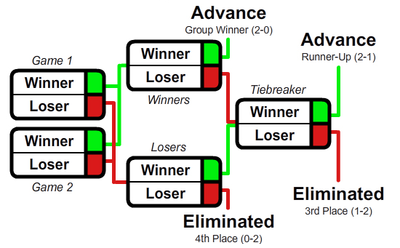
Torneo de doble eliminación para etapa de grupo con cuatro participantes.

Un torneo de doble eliminación es un tipo de competencia o torneo de eliminación en el que un participante deja de ser elegible para ganar el campeonato del torneo al perder dos juegos o partidos. Contrasta con un torneo de eliminación directa, en el que sólo una derrota resulta en eliminación.
El método de organizar un torneo de doble eliminación es dividir a los competidores en dos cuadros, el winners bracket (cuadro de ganadores) y el losers bracket (cuadro de perdedores) (cuadro W y L para acortar; también llamado a veces cuadro superior y cuadro inferior, respectivamente) después de la primera ronda. Los ganadores de la primera ronda pasan al grupo W y los perdedores pasan al grupo L. El grupo W se lleva a cabo de la misma manera que un torneo de eliminación directa, excepto que los perdedores de cada ronda "caen" en el grupo L. Otro método de gestión de torneos de doble eliminación es el Draw and Process (Dibujar y procesar).
Al igual que con los torneos de eliminación directa, la mayoría de las veces el número de competidores es igual a una potencia de dos (4, 8, 16, 32, etc.), de modo que en cada ronda hay un número par de competidores y nunca habrá una exención. El número máximo de partidos en un torneo de doble eliminación es uno menos del doble del número de equipos participantes (por ejemplo, 8 equipos - 15 partidos). El número mínimo es dos menos del doble del número de equipos (p. ej., 8 equipos - 14 juegos).

## Realización del torneo
Si se utiliza la disposición estándar del soporte de doble eliminación, cada ronda del soporte L se realiza en dos etapas; una etapa menor seguida de una etapa mayor. Ambos contienen el mismo número de coincidencias (suponiendo que no haya byes), que es lo mismo de nuevo que el número de coincidencias en la ronda correspondiente del W Bracket. Si la etapa menor de una ronda L Bracket contiene N partidos, producirá N ganadores. Mientras tanto, los N partidos en la ronda correspondiente del W Bracket producirán N perdedores. Estos 2 N competidores se emparejarán en los N partidos de la etapa principal correspondiente del L Bracket.
Por ejemplo, en un torneo de doble eliminación de ocho competidores, los cuatro perdedores de la primera ronda, cuartos de final de W Bracket, se emparejan en la primera etapa del L Bracket, las semifinales menores de L Bracket. Los dos perdedores son eliminados, mientras que los dos ganadores pasan a las semifinales principales de L Bracket. Aquí, esos dos jugadores / equipos competirán cada uno contra un perdedor de la semifinal de W Bracket en las semifinales principales de L Bracket. Los ganadores de las semifinales mayores de L Bracket compiten entre sí en la final menor de L Bracket, con el ganador jugando al perdedor de la final de W Bracket en la final mayor de L Bracket.
Las finales de campeonato de un torneo de doble eliminación generalmente se configuran como dos posibles juegos. La razón es que, dado que el torneo es de doble eliminación, es injusto que el campeón de W Bracket sea eliminado con su primera derrota. Por lo tanto, mientras que el campeón W Bracket necesita vencer al campeón L Bracket solo una vez para ganar el torneo, el campeón L Bracket debe vencer dos veces al campeón Bracket de los ganadores.
Un torneo de sorteo y proceso requiere menos intervención del gerente. A los competidores se les asignan sus posiciones de primera ronda en la grilla de la competencia y esto se juega como si fuera un evento de eliminación único. Esta cuadrícula se llama "Draw" o "Sorteo". Luego se produce una segunda grilla de competencia llamada "Proceso" y nuevamente se juega como un evento de eliminación único. La disposición fija del Proceso garantiza que los jugadores que se encontraron en la primera ronda del Sorteo no puedan reunirse hasta la final del Proceso. Del mismo modo, los jugadores que se encuentran en la segunda ronda del Sorteo no pueden reunirse hasta las semifinales del Proceso. Si la misma persona gana tanto el sorteo como el proceso, entonces son los ganadores generales y los finalistas perdedores jugarán entre sí por el segundo y el tercer lugar.

## Pros y contras
El formato de doble eliminación tiene algunas ventajas sobre el formato de eliminación directa, sobre todo el hecho de que el tercer y cuarto lugar se pueden determinar sin el uso de un partido de consolación o "clasificación" que involucra a dos concursantes que ya han sido eliminados de ganar el campeonato.
Algunos torneos, como el tenis, utilizarán "cabeza de serie" o cabeza de series para evitar que los concursantes más fuertes se reúnan hasta la ronda posterior. Sin embargo, en torneos donde los concursantes se colocan aleatoriamente en el sorteo, o en situaciones en las que no se dispone de siembra, es posible que 2 de los equipos más fuertes se reúnan en las primeras rondas en lugar de una final o semifinal, como se esperaría en un cabeza de serie dibujar. La doble eliminación supera este déficit al permitir que un equipo fuerte que pierde temprano trabaje en el soporte L y avance a las rondas posteriores, a pesar de encontrarse con el equipo más fuerte en las primeras rondas de la competencia.
Otra ventaja del formato de doble eliminación es el hecho de que todos los competidores jugarán al menos dos veces y tres cuartos jugarán tres partidos o más. En un torneo de eliminación directa sin exención, la mitad de los competidores serán eliminados después de su primer juego. Esto puede ser decepcionante para aquellos que tuvieron que viajar al torneo y solo pudieron jugar una vez.
Una desventaja en comparación con el formato de eliminación directa es que se debe realizar al menos el doble de coincidencias. Como cada jugador tiene que perder dos veces y dado que el torneo termina cuando solo queda un jugador, en un torneo para n competidores habrá 2 n - 2 o 2 n - 1 partidos, dependiendo de si el ganador estuvo invicto o no durante el torneo.. Esto puede resultar en una dificultad de programación para lugares donde solo hay una instalación para jugar disponible.
Es posible que las finales del campeonato se determinen con solo un partido si el ganador del W Bracket derrota al ganador del L Bracket. Por lo tanto, se desconoce, hasta que este partido haya concluido, si el partido final programado será realmente requerido. Esto puede verse como una desventaja del sistema, particularmente si las compañías de transmisión y venta de entradas tienen interés en el torneo.

## Ejemplos de uso
Uno de esos eventos deportivos que emplea un formato de doble eliminación es el torneo de béisbol de la NCAA, que incluye la Serie Mundial Universitaria , donde un equipo no se elimina hasta que pierde dos veces en cada una de las cuatro rondas (regional, súper regional, Serie Mundial Universitaria y Campeonato CWS, con la serie de campeonato súper regional y CWS con dos equipos en un formato de mejor de 3). El torneo de softball de la NCAA (incluida la serie Mundial Universitaria de mujeres) usa el mismo formato. La Serie Mundial de Pequeñas Ligas cambió de formato round-robin a formatos de doble eliminación para cada uno de sus grupos a partir de 2010 en un esfuerzo por eliminar los juegos sin sentido.
También se utiliza en deportes electrónicos y torneos de futbolín. Los corchetes de doble eliminación también son populares en la lucha libre aficionada de todos los niveles, competiciones de freestyle de billar, surf, windsurf y kiteboarding, así como en torneos de curling (donde también se usa la triple eliminación), Hardcourt Bike Polo . El Clásico Mundial de Béisbol usó un formato de doble eliminación para sus segundas rondas del torneo en 2009 y 2013, así como en su primera ronda en 2009. En el Bridge, el English Bridge Union Spring Foursomes, disputado por primera vez en 1962, utiliza un formato de doble eliminación.
También se usa, en forma modificada, en el Campeonato de Fútbol gaélico Sénior de Irlanda y en el Campeonato de hurling sénior de Irlanda.
World Championship Wrestling fue la única promoción de lucha libre profesional hasta la fecha en utilizar el formato de doble eliminación. Utilizaron el formato para un torneo para el WCW Campeonato Mundial de Equipo de Etiqueta en 1999.

## Variantes
En judo, los jugadores que terminan en el grupo L pueden terminar en el tercer lugar en el mejor de los casos. El ganador del grupo W ganará el torneo, y el finalista perdedor terminará segundo. Los otros perdedores del grupo W terminarán en el grupo L, que solo se jugará en la etapa menor de la final, lo que dará como resultado dos jugadores de tercer lugar. Por lo tanto, en comparación con la doble eliminación, no hay una etapa importante de la final de L Bracket jugada, y no hay un juego entre los ganadores de W y L Brackets.
Otro aspecto del sistema utilizado en el judo es que los perdedores de la primera ronda (del grupo W) solo avanzan al grupo L si el jugador que perdió gana su partida de la segunda ronda. Si un jugador pierde ante un perdedor en la segunda ronda, son eliminados del torneo.
Se usa otra variante, llamada el desafío (tercer lugar) , particularmente en la lucha escolar. El ganador del grupo L puede desafiar al perdedor de la final en el grupo W, si y solo si los dos concursantes no se habían enfrentado previamente; si el retador (el ganador del grupo L) gana, se le otorga el segundo lugar, y el perdedor de la final W cae al tercer lugar. Este sistema se usa particularmente donde los dos primeros lugares avanzan a un nivel más alto de competencia (ejemplo: avance de un torneo regional a un torneo estatal).
Otra es la variante equilibrada , que es una disposición de soporte que no está estrictamente dividida en dos soportes en función del número de pérdidas. Los jugadores con diferentes números de pérdidas pueden jugar entre ellos en cualquier ronda. Un objetivo de la variante es que ningún jugador permanezca inactivo durante más de una ronda consecutiva. La complejidad adicional de los corchetes se maneja mediante el uso de coincidencias "si es necesario". El enfoque flexible permite realizar diseños prácticos de soportes para cualquier número de competidores, incluidos números impares (9, 10, 11, 12, 13, etc.).
Una alternativa posible es un formato de eliminación directa en el que cada partido es una serie de los mejores 5 o mejores de 7. Este formato aún permite que un competidor pierda (tal vez varias veces) sin dejar de ser elegible para ganar el torneo. Por supuesto, tener múltiples juegos en cada serie también requiere que se realicen muchos más juegos.
Otro es el torneo de eliminación directa modificado, que garantiza al menos dos partidos por competidor, pero no necesariamente dos pérdidas por eliminación. Los corchetes son similares al formato de doble eliminación, excepto que los dos finalistas del grupo L (cada uno con una pérdida) se enfrentan a los dos finalistas del grupo W (ninguno con pérdida) en una semifinal y final de eliminación única.
La Serie Mundial Universitaria (un torneo de béisbol) ha tratado frecuentemente de modificar el formato de doble eliminación para configurar, si es posible, un solo juego de campeonato. Hasta 1988, la Serie Mundial de Universidades hizo esto al agregar una ronda extra al Soporte L. Lo que serían las semifinales principales de L Bracket (es decir, la ronda donde cayeron los perdedores de la semifinal de W Bracket) se convirtieron en cuartos de final de L Bracket. Los ganadores luego pasarían a las semifinales de L Bracket contra los dos participantes en la final de W Bracket (es decir, los ganadores de las semifinales de W Bracket caerían). Esto dejó abierta la posibilidad de que el campeón de W Bracket recogiera una pérdida, aunque en la semifinal de L Bracket. Sin embargo, si el campeón de W Bracket prevaleció en la semifinal de L Bracket, la misma configuración final de dos juegos existió, aunque no en la práctica .... Para la versión anterior a 1988 de CWS, el invicto campeón de W Bracket estaría jugando contra un oponente de L Bracket una vez derrotado en la final de L Bracket, con el ganador avanzando para jugar el campeón de W Bracket invicto en la final (si es necesario). Posteriormente, el CWS dividió su campo de ocho equipos en dos torneos de doble eliminación de cuatro equipos, con los ganadores reunidos en una muerte súbita o, en la actualidad, en una final de mejor de tres.
Una forma de reducir el número de rondas es hacer una eliminación entre corchetes en las últimas rondas. Por ejemplo, en un torneo de doble eliminación de ocho equipos, podrías hacer que tanto el ganador como el perdedor de la final del W Bracket se unan a la tercera ronda del L Bracket. El ganador se enfrenta al equipo L Bracket con la semilla más baja o cruza inversamente cómo. Los perdedores de la semifinal de W Bracket se colocan en L Bracket. Si el equipo W Bracket gana, quedarán dos equipos e irán directamente a la final (con el equipo W Bracket teniendo una ventaja de un juego como de costumbre). Sin embargo, si el equipo W Bracket pierde, tres equipos seguirán en el torneo, todos con una pérdida. Por lo general, en la quinta ronda posterior, el último equipo W Bracket que acaba de perder tiene una exención ronda o la semilla superior restante tendrá un adiós, mientras que los otros dos equipos se cuadran. Esto deja a dos equipos para un final de partido en la sexta y última ronda. Ya sea que el equipo W Bracket gane o pierda en la cuarta ronda, este procedimiento entre corchetes acorta un torneo de doble eliminación de ocho equipos de 6–7 rondas a 5–6 rondas. Este sistema también da más probabilidades a una final de un solo juego (75% de las situaciones, en lugar del 50% ordinario).
La Little League World Series comenzó a usar un grupo de eliminación doble modificado en 2011. Ocho equipos de EE. UU. y ocho equipos internacionales compiten en los respectivos formatos de doble eliminación hasta sus respectivos juegos de campeonato, que son de eliminación directa. Es decir, independientemente de si un equipo tiene una pérdida o ninguna pérdida, ese equipo sería eliminado con una pérdida en el juego de campeonato internacional o de EE. UU. Los dos campeones respectivos juegan un solo partido de eliminación para el campeonato de la Serie Mundial.
En las Filipinas, muchas ligas deportivas allí otorgan un concepto similar llamado ventaja de dos veces para vencer a los mejores cabezas de series; en este caso, los equipos con esta ventaja deben ser derrotados dos veces por sus oponentes de menor rango. Esencialmente, una doble eliminación unilateral y una modificación del formato del mejor de tres, un equipo recibe una ventaja de facto 1-0 en una serie del mejor de tres. Primero aplicó en las semifinales de los campeonatos escolares de baloncesto y voleibol UAAP , luego fue adoptado por la NCAA filipina y otras asociaciones en sus campeonatos escolares de baloncesto y voleibol. La asociación profesional de baloncesto de Filipinas, su semi-profesionalD-League y la Superliga filipina han adoptado el formato solo en los cuartos de final de sus playoffs de la conferencia.
Una situación similar también existió en versiones posteriores del sistema de finales de Argus, utilizado comúnmente en las competiciones de fútbol de reglas australianas a principios del siglo XX.
Las versiones posteriores del sistema tenían un "derecho de desafío" para el primer ministro menor (el equipo en la cima de la escalera) si perdían la semifinal o la final, lo que significa que el primer ministro menor tenía que ser derrotado dos veces para que otro equipo ganara. El primer ministro. En el caso de que el mismo equipo jugó el primer ministro menor en la semifinal o la final y en la gran final, el derecho de desafío se convirtió en el equivalente al primer ministro menor con una ventaja de 1-0 en una serie de los mejores de tres.
Otros sistemas de torneo
Las variaciones del torneo de doble eliminación incluyen:
- Torneo de eliminación
- Torneo de eliminación directa

Otros tipos de torneos comunes son:
- Sistema de todos contra todos o Round-Robin
- Torneo del sistema suizo
- Eliminación directa Play off, una variación del torneo de eliminación directa donde, en lugar de una victoria, un equipo necesita ganar un número específico de partidos en una serie para avanzar.